# Comuna Prundu, Giurgiu
Prundu (în trecut și Prundu Belului) este o comună în județul Giurgiu, Muntenia, România, formată din satele Prundu (reședința) și Puieni.

## Așezare
Comuna se află în sud-estul județului, pe malul stâng al Dunării, la granița cu regiunea Ruse din Bulgaria. Este străbătută de șoseaua națională DN41, care leagă Giurgiu de Oltenița. La Prundu, din acest drum se ramifică șoseaua județeană DJ412, care duce spre nord la Comana (unde are o porțiune comună cu DN5A), Colibași și Vărăști.

## Demografie
Componența etnică a comunei Prundu
     Români (74,64%)
     Romi (17,94%)
     Alte etnii (7,42%)
Componența confesională a comunei Prundu
     Ortodocși (88,99%)
     Creștini după evanghelie (2,48%)
     Alte religii (0,73%)
     Necunoscută (7,8%)
Conform recensământului efectuat în 2021, populația comunei Prundu se ridică la 3.707 locuitori, în scădere față de recensământul anterior din 2011, când fuseseră înregistrați 4.386 de locuitori. Majoritatea locuitorilor sunt români (74,64%), cu o minoritate de romi (17,94%). Din punct de vedere confesional, majoritatea locuitorilor sunt ortodocși (88,99%), cu o minoritate de creștini după evanghelie (2,48%), iar pentru 7,8% nu se cunoaște apartenența confesională.

## Politică și administrație
Comuna Prundu este administrată de un primar și un consiliu local compus din 13 consilieri. Primarul, Gigi Cristescu[*], de la Partidul Național Liberal, este în funcție din 1 noiembrie 2024. Începând cu alegerile locale din 2024, consiliul local are următoarea componență pe partide politice:
|  | Partid                          | Consilieri | Componența Consiliului | Componența Consiliului | Componența Consiliului | Componența Consiliului | Componența Consiliului | Componența Consiliului | Componența Consiliului | Componența Consiliului | Componența Consiliului | Componența Consiliului | Componența Consiliului |
|  | ------------------------------- | ---------- | ---------------------- | ---------------------- | ---------------------- | ---------------------- | ---------------------- | ---------------------- | ---------------------- | ---------------------- | ---------------------- | ---------------------- | ---------------------- |
|  | Partidul Național Liberal       | 11         |                        |                        |                        |                        |                        |                        |                        |                        |                        |                        |                        |
|  | Alianța pentru Unirea Românilor | 1          |                        |                        |                        |                        |                        |                        |                        |                        |                        |                        |                        |
|  | Partidul Social Democrat        | 1          |                        |                        |                        |                        |                        |                        |                        |                        |                        |                        |                        |

## Istorie
La sfârșitul secolului al XIX-lea, comuna făcea parte din plasa Oltenița a județului Ilfov și era formată din satele Prundu și Flămânda, având în total 942 de locuitori ce trăiau în 198 de case și 24 de bordeie. În comună existau două biserici și o școală mixtă, iar principalul proprietar de pământ era B. Belu. La acea vreme, pe teritoriul actual al comunei mai funcționa în plasa Marginea a județului Vlașca și comuna Pueni, formată din satele Pueni, Flămânda și Prundu Comenei. Existau și aici o biserică zidită în 1858 de arendașul Ioniță Padiu, și o școală mixtă cu 37 de elevi (dintre care 12 fete).
Anuarul Socec din 1925 consemnează comuna Prundu în aceeași plasă și cu aceeași structură, având 1540 de locuitori; iar comuna Pueni în plasa Călugăreni a județului Vlașca, cu 1274 de locuitori în satele Prundu Comenei și Pueni. În 1931, comuna Puieni era formată doar din satul Puieni, iar comuna Prundu — din satele Prundu și Comeni.
În 1950, comuna Prundu a fost transferată raionului Oltenița, iar comuna Pueni — raionului Giurgiu, ambele din regiunea București. În 1968, ele au fost incluse în județul Ilfov, iar comuna Pueni a fost desființată și inclusă în comuna Prundu. Satul Comeni dispăruse deja la acea vreme. În 1981, o reorganizare administrativă regională a dus la transferarea comunei la județul Giurgiu.

## Monumente istorice
Șapte obiective din comuna Prundu sunt incluse în lista monumentelor istorice din județul Giurgiu ca monumente de interes local. Șase dintre ele sunt situri arheologice — așezarea medievală timpurie de la „Mădăești” (1,5 km est de satul Prundu); situl dintre Prundu și „Valea Morii”, cuprinzând așezări din perioada Latène (secolele al III-lea–al II-lea î.e.n.) și din Evul Mediu Timpuriu; situl de la „Malul Molescului” (1 km nord de Prundu) cu așezări din aceleași două perioade; situl de la „Lacul Greaca” cu așezări din neolitic (cultura Gumelnița), secolul al IV-lea e.n. (epoca daco-romană) și secolele al VIII-lea–al IX-lea (Evul Mediu Timpuriu); așezarea din secolul al IX-lea aflată la 2 km vest de Puieni spre satul Pietrele; și așezarea medievală timpurie de la marginea de sud a satului Puieni.
Celălalt obiectiv, clasificat ca monument de arhitectură, este biserica „Sfântul Mare Mucenic Dimitrie” (1859) de pe „Dealul Neamțului”, în partea de nord a satului Puieni.